# Les Scheinflug
Les Scheinflug, né le 1er octobre 1938 à Bückeburg (État libre de Schaumbourg-Lippe), est un footballeur australien évoluant au poste de milieu de terrain gauche ou d'attaquant.
International australien, il compte 6 sélections et inscrit 4 buts. Il est également le sélectionneur de l'Australie à plusieurs reprises.

## Biographie

### En équipe nationale
International australien, il compte 12 sélections et inscrit 4 buts (6 sélections A et 4 buts). Entre novembre 1965 et avril 1968 il dispute 6 rencontres internationales A. 
Il dispute deux matchs comptant pour les qualifications à la Coupe du monde 1966. Il rencontre la Corée du Nord à deux reprises à Phnom Penh (deux défaites, 6-1 puis 3-1).